# Projecció de Mollweide

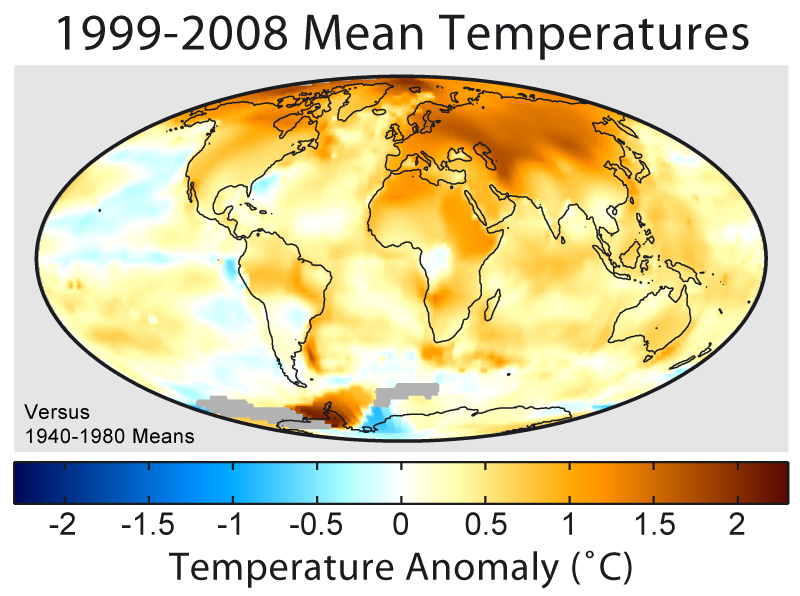
Projecció de Mollweide mostrant l'escalfament global

La projecció de Mollweide o projecció el·líptica homologràfica és una projecció cartogràfica pseudo-cilíndrica que és equivalent (preserva les proporcions de les àrees) però no és conforme (distorsiona les formes).
Fou publicada per primera vegada pel matemàtic i astrònom Karl Brandan Mollweide (1774 – 1825) a Leipzig el 1805, com una millora de la projecció de Mercator. Fou popularitzada per Jacques Babinet el 1857.
Aquesta projecció és un artefacte matemàtic, no una representació d'una construcció geomètrica.
Els paral·lels apareixen representats com rectes paral·leles a distàncies desiguals. Els meridians apareixen representats com arcs el·liptics a distància constant.